# Тюльпанне дерево (пам'ятка природи)
Тюльпа́нне де́рево — ботанічна пам'ятка природи місцевого значення в Україні. Розташована в межах Хустського району Закарпатської області, в смт Вишково (урочище «Варгедь»). 
Площа 0,1 га. Статус надано згідно з рішенням облвиконкому від 18.11.1969 року № 414, ріш. ОВК від 23.10.1984 року № 253. Перебуває у віданні Вишківської селищної ради. 
Статус надано з метою збереження чотирьох екземплярів екзотичної декоративної рослини — ліріодендрон тюльпановий (тюльпанове дерево). 